# Professor emeritus
Professor emeritus je počasno zvanje koja se dodjeljuje zaslužnim redovitim profesorima sveučilišta u mirovini koji su se posebno istakli svojim znanstvenim ili umjetničkim radom, imaju posebne zasluge za razvoj i napredak sveučilišta, te su ostvarili međunarodnu reputaciju na temelju međunarodno priznate nastavne, znanstvene ili umjetničke izvrsnosti.

## Poveznice
- Emeritus